# Ibrox Stadium
El Ibrox Stadium (originalmente llamado "Ibrox Park") es un estadio de fútbol situado en la ribera sur del río Clyde en el distrito de Ibrox de la ciudad de Glasgow, en Escocia. El estadio es propiedad del Rangers Football Club. Tiene una capacidad para 50 987 espectadores sentados, por lo que es el tercer estadio más grande de Escocia y el décimo estadio más grande del Reino Unido por capacidad.Fue diseñado por el afamado arquitecto de estadios de fútbol Archibald Leitch y se ha renovado entre 1978 y 1981 por The Miller Partnership y entre 1990 y 1991 por Gareth Hutchison.
Se inauguró como Ibrox Park en 1899, pero sufrió un gran desastre en 1902, cuando se derrumbó una tribuna de madera. En su lugar se construyeron grandes graderías de tierra y se montaron las graderías principales donde hoy en día existe un edificio histórico.
En Ibrox se celebró el partido con el mayor número de espectadores en la historia del Reino Unido, cuando 118 567 aficionados acudieron en enero de 1939 para un partido de liga entre el Celtic y los Rangers.
Después del segundo desastre de Ibrox en 1971, el estadio se reconstruyó casi por completo. En 1981 se eliminaron las enormes graderías en forma de tazón y se reemplazaron por tres secciones rectangulares. Después de que se concluyeran las renovaciones en 1997, se cambió el nombre del campo por Ibrox Stadium.
Además de ser el estadio de los Rangers desde 1899, Ibrox también ha sido el estadio local de la selección de fútbol de Escocia, en particular cuando el estadio nacional, Hampden Park, se estaba renovando durante los años 1990. Ibrox ha sido asimismo el escenario de tres finales de la Copa Escocesa en el mismo periodo y de conciertos de grandes artistas, entre ellos Simple Minds (1986), Frank Sinatra (1990), Rod Stewart (1995), Elton John (1998), Billy Joel (también en 1998), Bon Jovi (1996, 2003 & 2007) y Harry Styles (2022).

## Historia
Rangers jugó su primer partido, en 1872, en Glasgow Green. Después de ello el club jugó sus partidos como local en varios campos en diferentes partes de Glasgow, hasta que se mudó a su primera cancha regular en Burnbank en 1875. Un año después, Rangers comenzó a jugar en el Clysdale Cricket Ground en Kinning Park. Este estadio se mejoró para permitir una capacidad de 7000 espectadores, pero no era propiedad del Rangers. Después de que los dueños de la propiedad indicasen que tenían intenciones de construir en ella, Rangers se fue de Clysdale en febrero de 1887 y compartió el Cathkin Park con Third Lanark A.C. por el resto de la temporada 1886-87.
Rangers se mudó por primera vez a la zona de Ibrox más adelante, en 1887. Jugaba en un estadio al este de donde actualmente se encuentra Ibrox. El primer partido en este estadio fue una derrota 8-1 contra el equipo inglés Preston North End el 20 de agosto de 1887, ante 15 000 espectadores. Este partido inaugural se suspendió a los 70 minutos después de que los aficionados invadieran la cancha. El primer Ibrox Park fue un éxito en el corto plazo; se jugaron tres partidos de la selección nacional de Escocia y la final de la Copa Escocesa de 1890. Celtic Park, el estadio de los rivales de Rangers, construido en 1892, era más avanzado y rápidamente reemplazó al Ibrox Park en importancia. Rangers optó por construir un nuevo estadio, para lo cual recaudó fondos mediante la formación de una empresa. El nuevo Ibrox Park se inauguró oficialmente con una victoria 3-1 sobre el Hearts el 30 de diciembre de 2011.

### Ibrox Park

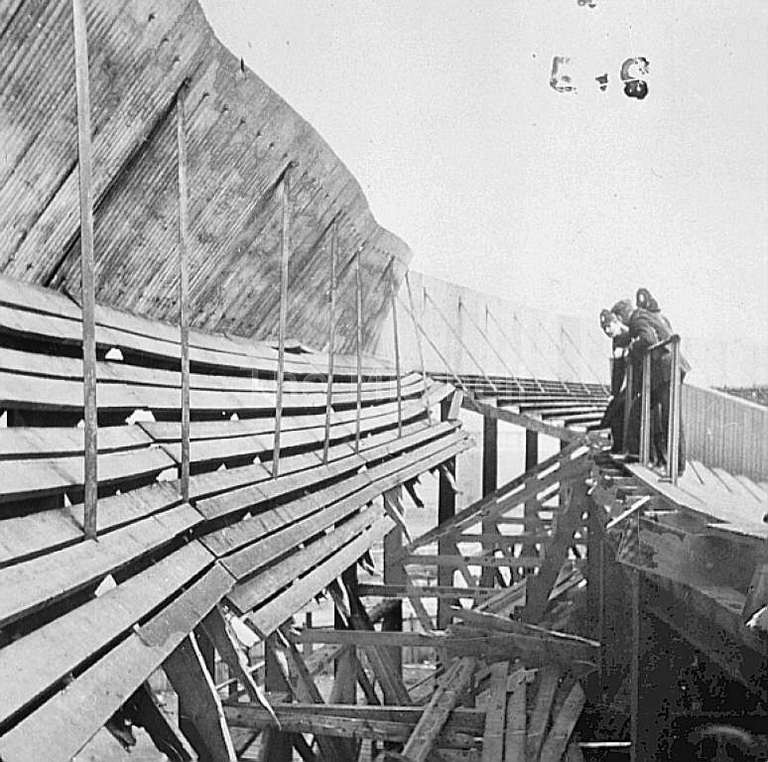
Las graderías derrumbadas del Ibrox Park después del desastre de 1902.

Ibrox Park, como fue conocido entre 1899 y 1997, es casi completamente diferente al Ibrox Stadium de hoy en día. Se construyó según el modelo de la mayoría de los estadios escoceses de la época, con una pista de carreras ovalada alrededor de la cancha, un pabellón y graderías en uno de los lados. Tenía capacidad para 40 000 espectadores. Celtic Park, Ibrox y Hampden Park competían entre ellos para ser la sede de la final de la Copa Escocesa y los partidos de la selección nacional de Escocia porque cualquiera de estos eventos podría generar hasta 1000 libras en ganancias para el equipo local. Para mejorar las posibilidades de obtener esa ganancia, el club Rangers construyó unas grandes graderías con capacidad para 36 000 personas detrás de la portería oeste. Las graderías, diseñadas por Archibald Leitch, se construyeron con tablas de madera sujetas a un marco de hierro. Una gradería de madera similar se construyó en el lado este. En total, el estadio tenía capacidad para 75 000 espectadores.
Los inspectores municipales aprobaron la estructura en marzo de 1902, pero hubo informes en los periódicos de que era inestable. Una multitud de 68.114 personas se reunieron para el partido entre Escocia e Inglaterra el 5 de abril de 1902, pero poco después del saque inicial, una de las graderías "se derrumbó como una escotilla". Se formó un hueco de unos 17 m², por el que 125 personas cayeron al suelo, y 15 m bajo la gradería. La mayoría sobrevivió la caída, ya que cayeron unos encima de otros; no obstante, murieron 25 personas y 517 personas resultaron heridas debido a que algunas fueron aplastadas en el pánico causado por el derrumbe.
Curiosamente, la mayoría de la gente en el estadio no se percató del desastre que había ocurrido. La gente incluso volvió a ubicarse en el área dañada, pese al peligro de que el derrumbe se hiciera más grande. Nunca se llegó a una conclusión sobre qué fue lo que causó el desastre, en parte porque no hubo una investigación formal al respecto. Algunos expertos atribuyeron la causa a la mala calidad de la madera y el proveedor fue enjuiciado por homicidio culposo, pero finalmente fue absuelto de los cargos. También se mencionó el diseño del estadio como una posible causa. Por lo general, no se puede confiar en estructuras de madera de esas dimensiones. Los Rangers hicieron quitar las graderías de madera, lo que redujo la capacidad del estadio a 25 000 personas. Pese a las críticas sobre el diseño, Rangers volvió a contratar a Leitch. Él diseñó la expansión de Ibrox a una capacidad de 63 000 en 1910, usando montones hechos de tierra. A esas alturas, la ciudad de Glasgow tenía los tres estadios de fútbol más grandes del mundo.

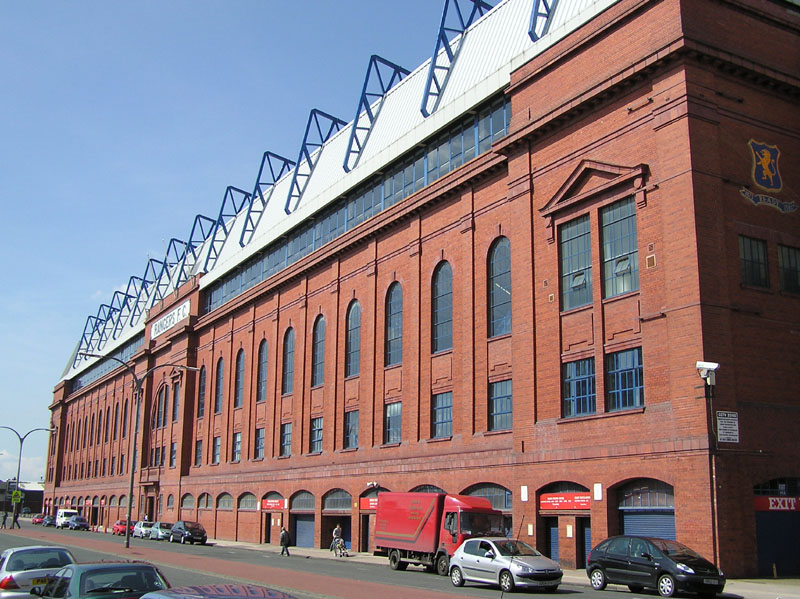
La fachada principal (Main Stand), diseñada por Archibald Leitch.

El siguiente trabajo de renovación importante ocurrió en 1928, después de que Rangers ganase su primer doblete. Una nueva gradería principal, en el lado sur de la cancha, fue inaugurada el 1 de enero de 1929. Esta sección, que tiene el toque característico de Leitch con su balcón con diseño cruzado y el frontis de ladrillo rojo, tenía una capacidad para 10 000 espectadores sentados bajo techo. Simon Inglis, un escritor sobre estadios de fútbol, comentó en 2005 que la gradería principal es el mejor trabajo de Leitch y "sigue resplandeciendo hoy en día con sus gloriosos ladrillos rojos bajo un moderno manto de acero y vidrio". El significado arquitectónico de la sección se vio reflejado cuando se convirtió en un monumento clasificado de categoría B en 1987. Los asientos originales fueron hechos de hierro y roble. Cuando uno de éstos fue subastado en 2011, terminó siendo vendido por 1.080 libras.
Las nuevas graderías continuaron produciendo beneficios para el club en los años 1930 El 2 de enero de 1939, el partido del Old Firm contra el Celtic atrajo a una multitud récord de 118.567. Este continúa siendo hasta el día de hoy el récord de espectadores en un partido jugado en suelo británico. A esas alturas, Ibrox era el segundo estadio más grande de Gran Bretaña. La primera vez que se utilizaron luces en Ibrox fue en diciembre de 1953, para un partido amistoso contra el Arsenal F.C. El primer partido de la liga escocesa donde se utilizaron luminarias fue jugado en Ibrox, en marzo de 1956 Se construyó un techo sobre los sectores norte y este en los años 60. No se realizaron más cambios estructurales al estadio, pero su capacidad fue reducida a aproximadamente 80 000 personas debido a legislaciones de seguridad.

#### Deficiencia en seguridad y tragedias
Ibrox Park tenía el peor récord de seguridad en todo el Reino Unido. Dos hinchas murieron en septiembre de 1961 cuando una barrera se derrumbó en la gradería 13. Después de este incidente, el Rangers incorporó más medidas de seguridad, pero se produjeron más accidentes en 1967 y 1969. El peor desastre del fútbol británico sucedió dos años después, después de un partido del Old Firm el 2 de enero de 1971. Sesenta y seis personas murieron asfixiadas al ser aplastadas en la gradería 13. El partido en sí terminó empatado a 1, gracias a un gol de Colin Stein sobre el final del partido. Esto llevó a la creencia de que el accidente se debió a los hinchas que estaban dejando el estadio antes del final del partido, pero volvieron a entrar al escuchar el rugido del estadio que recibió el gol del Rangers. Una investigación oficial descartó esta historia. Se estableció que la multitud había estado viajando en la misma dirección cuando sucedió el accidente, y que tal vez fue precipitada por algunas personas que se agacharon para recoger objetos que habían sido desechados durante la celebración del gol. La fuerza con la que la multitud estaba dejando el estadio indicaba que cuando la gente comenzó a caerse no hubo forma de detener la estampida.
La investigación y los casos de indemnización que le siguieron, encontraron que los Rangers habían sido ineptos en su administración y negligentes después de los incidentes de los años 1960. El desastre, sin embargo, también sirvió para resaltar el hecho de que no existían medidas estándar de seguridad establecidas, y mucho menos mecanismos para hacerlas cumplir. Esto había sido recomendado por primera vez 50 años antes, después de la final de la FA Cup de 1923. La Guía de Seguridad en Recintos Deportivos fue publicada en 1973, y en 1975 se promulgó la Ley de Seguridad de Recintos Deportivos. Esta ley reducía la capacidad de Ibrox a 65 000.

### Ibrox Stadium
El desastre de Ibrox de 1971 obligó al club a desarrollar un estadio moderno y seguro. Willie Waddell visitó los modernos estadios de Alemania Occidental durante la Copa Mundial de Fútbol de 1974 y concluyó que las inclinadas graderías y salidas, como la gradería 13, debían ser reemplazadas. El recorte en la capacidad llevó a los arquitectos de The Miller Partnership a elaborar planes radicales, los cuales fueron publicados en noviembre de 1977. Los planes fueron realizados en base al Westfalenstadion, el estadio del Borussia Dortmund. Los planes incluían un cambio radical de la forma del estadio, reemplazando las graderías en forma de tazón por tres nuevas estructuras. Solo la antigua gradería principal permanecería en pie.

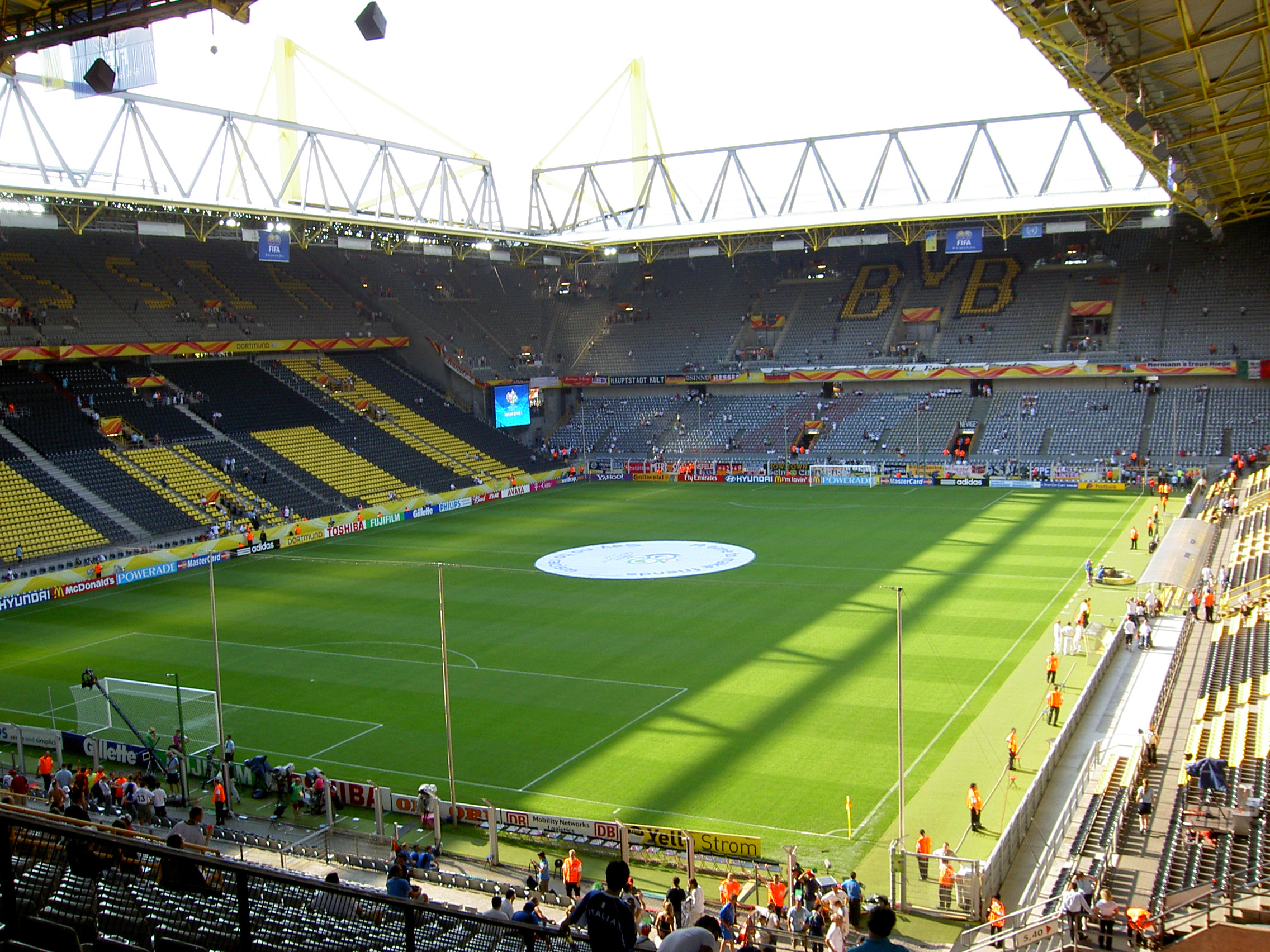
Los planes para la remodelación de Ibrox estuvieron basados en el Westfalenstadion.

Aunque eventos posteriores, como el desastre de Hillsborough y el consiguiente Informe Taylor, respaldaron este plan, el club estaba incurriendo en un alto riesgo al llevarlo adelante. El plan se estimó inicialmente en 6 millones de libras, lo cual era inaccesible para cualquier otro club escocés en tan corto periodo de tiempo en ese momento. La construcción fue financiada por el fondo de fútbol de los Rangers, el fondo más grande en ser financiado directamente por un club de fútbol de Gran Bretaña y varias veces más grande que su equivalente del Celtic F.C. La primera fase del plan, que se inició en 1978, consistió en suprimir las graderías de la zona este y reemplazarlas con la nueva sección del Coplan Road. Este proceso fue repetido para la zona oeste un año después. La renovación fue terminada en 1981 con el reemplazo de la sección Centenary por la sección Govan, con capacidad para 10 300 espectadores.
El nuevo Ibrox tenía una capacidad de 44 000 espectadores y fue inaugurado con un partido del Old Firm jugado el 19 de septiembre de 1981. A esas alturas, el coste de la renovación había alcanzado las 10 millones de libras, dejando al club en dificultades financieras. Esto resultó en un periodo difícil en la historia del Rangers, donde la temporada 1981-82 vio el promedio de asistencia al estadio caer a 17 500 espectadores, incluyendo un partido contra el St. Mirren F.C. donde solo fueron 4500 hinchas. Las renovaciones del estadio fueron parcialmente culpadas por esto, ya que muchos hinchas decían que la atmósfera no era la adecuada debido a los espacios entre las graderías.
Todo esto cambió cuando una nueva directiva, presidida por David Holmes, tomó control del Rangers en 1986. Graeme Souness fue nombrado jugador-entrenador, mientras que varias estrellas inglesas, como Terry Butcher y Chris Woods, fueron fichadas. Las ventas de abonos por temporada subieron de 7000 entradas en 1986 a 30 000 en los años 1990,  mientras que los ingresos comerciales subieron de 239 000 libras en 1986 a más de 2 millones en 1989. La introducción de varias innovaciones, como la venta de entradas por ordenador y sistemas de circuito cerrado para la monitorización de los pasillos pusieron a Ibrox a la delantera en administración de estadios. El Rangers también adoptó la técnica utilizada en los estadios estadounidenses de analizar los tipos de hinchas que van a cada área del estadio y adaptaron su oferta de comida por sección. Mayores logros en la cancha significaron que Ibrox estaba demostrando que los estadios con asientos para todos los espectadores serían bien recibidos por la mayoría de los aficionados, si es que estaban bien diseñados.

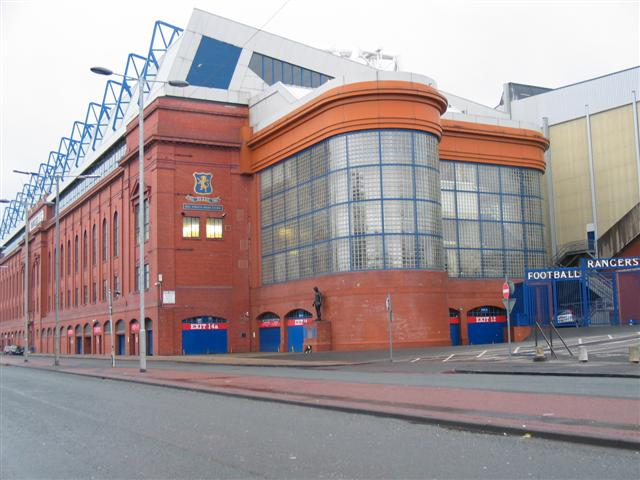
El Main Stand o tribuna principal.

David Murray asumió el control del Rangers en noviembre de 1988. Argyle House, una expansión de 4 millones de libras detrás de la sección Govan fue inaugurada en 1990. Esta expansión añadió palcos ejecutivos, oficinas y suites. Una serie de renovaciones se llevaron a cabo a principios de los 90 para aumentar la capacidad del estadio a 50 000 espectadores. Murray contrató al arquitecto Gareth Hutchison para que encontrara la forma de añadir un tercer nivel a la sección principal Este fue un proceso bastante complejo, ya que la fachada de la sección había sido nombrada monumento histórico y Murray quería que la estructura se mantuviera abierta durante la construcción. Los contratistas quitaron el techo original y colocaron encima de la estructura una cobertura mientras se llevaban a cabo los trabajos. El Club Deck, como se le llamó al tercer nivel, costó aproximadamente 20 millones de libras y fue inaugurado en un partido de la liga contra el Dundee United en diciembre de 1991. Esta renovación fue parcialmente financiada por el Football Trust del Reino Unido con una donación de 2 millones de libras y emisiones de bonos que alcanzaron los 8,5 millones. Los hinchas compraron los bonos a 1000 y 1650 libras cada uno, que les garantizaba el derecho a comprar abonos durante por lo menos 30 años además de otros beneficios menores.
Se construyeron cuatro columnas que atravesaban el Main Stand como soporte del Club Deck, lo que resultó en que aproximadamente 1000 asientos tuvieran visión restringida. Después de la inauguración del Club Deck, Ibrox tenía una capacidad de 44 500. Cuando se instaló una nueva superficie a la cancha en 1992, se pudieron añadir 1300 asientos en la parte frontal del Main Stand al bajar un poco el nivel de la cancha. La última sección para espectadores de pie en el Main Stand, fue convertida para albergar espectadores sentados en 1994 para cumplir con los requerimientos del Informe Taylor y las regulaciones de la UEFA. Los asientos multicolor fueron reemplazados por asientos azules en 1995. 1200 asientos más fueron añadidos en este proceso al reconfigurar los pasillos, dándole a Ibrox una capacidad total de 47 998.
Los dos espacios entre las graderías Govan, Copland y Brooloan fueron rellenados con asientos y pantallas JumboTron. El estadio recibió, oficialmente, el nombre de Ibrox Stadium una vez que las renovaciones fueron completadas en 1997, cuando Ibrox tenía una capacidad de un poco más de 50 000 espectadores. Tres líneas de asientos fueron añadidas a la sección superior de la gradería Govan en 2006, conectadas al nuevo Bar '72 (en conmemoración de la victoria en la final de la Recopa Europea de 1972, aumentando la capacidad a su cifra actual de 50.987 espectadores. El Main Stand fue renombrado Bill Struth en septiembre de 2006, en conmemoración del 50 aniversario de su muerte. Las pantallas JumboTron fueron reemplazadas en 2011.

## Estructura e instalaciones

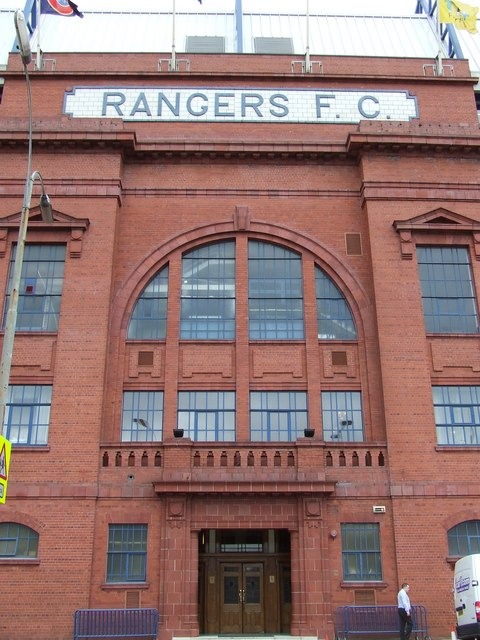
La fachada de la Sección Principal Bill Struth.

La cancha del Ibrox está rodeada de cuadro secciones cubiertas, conocidas oficialmente como las secciones Bill Struth (sur), Brooloan (oeste), Govan (norte) y Coplan Road (este). Cada sección tiene dos niveles, con la excepción de la sección Bill Struth, que tiene tres niveles después de la instalación del Club Deck en 1991. Dos de las esquinas, conocidas como los lados este y oeste de la sección Govan, tienen un nivel de asientos debajo de una pantalla JumboTron.
La sección principal Bill Struth, antes conocida como Main Stand (Sección Principal), está situada en Edmiston Drive. La fachada de ladrillos rojos, diseñada por Archibald Leitch, es un Monumento Clasificado de Categoría B. En cada muro está el escudo del equipo en un mosaico azul y dorado. Escaleras en espiral en cada extremo del Main Stand llevan al Club Deck (tercer nivel). Las torres donde se encuentran las escaleras también están cubiertas de ladrillo rojo, pero son clara y deliberadamente distinguibles del resto de la fachada. Las dos torres también sirven de soporte para una celosía de 146 metros de largo y 540 toneladas de peso, de la cual se ha dicho que es la viga más larga y pesada del mundo.
Pasando las puertas principales de la sección principal se encuentra un pasillo con paneles de madera. Una escalera lleva a la oficina de la directiva y a la sala de trofeos. Inglis ha comparado a Ibrox con Highbury, en el sentido de que combina el poder corporativo con un sentido de tradición y solidez. Originalmente fue construido como una sección para 10 000 espectadores techada. A principios de los 90 fue renovada, añadiendo el Club Deck y más asientos. Hoy en día es una estructura de tres niveles con asientos para todos los espectadores y una capacidad para 21.000 personas. La pared frontal del nivel intermedio es una de las últimas partes que quedan en pie del estilo de Leitch de detalles cruzados. Este nivel está dividido en las secciones frontal y trasera, y las secciones este y oeste.
En el lado opuesto a la sección Bill Struth se encuentra la sección Govan. Tiene dos niveles y es similar en estilo a las dos graderías de sus costados. Su construcción fue terminada en 1981. En la parte trasera de la sección está la expansión de la Argyle House, completada en 1990, que está dotada de palcos ejecutivos y oficinas. El área Bar 72 fue añadida a la sección posterior del Govan Stand en 2006.
La sección Copland Road, al lado este del estadio, fue completada en 1979 y ahora puede albergar a poco más de 8.000 hinchas. Ha sido tradicionalmente el "lado de los Rangers" y el equipo elige atacar a ese lado para el segundo tiempo. El lado oeste, la sección Broomloan Road, que fue completada en 1980, es idéntica al lado opuesto. Aunque fueron construidas como estructuras separadas, las tres secciones han estado conectadas desde mediados de los años 1990, cuando dos sectores de asientos fueron añadidos en las áreas de las esquinas. Todas las secciones están diseñadas usando la estructura del "palo de arco", en la cual una estructura de un portal grande sirve de apoyo para barras perpendiculares donde el recubrimiento del techo se asegura. Hay una megatienda Rangers en la esquina formada entre las secciones Copland Road y Govan.
Los hinchas del equipo contrario son acomodados, por lo general, en la esquina de las secciones Broomloan y Govan. Para partidos más grandes, como los derbies del Old Firm, toda la sección Broomloan puede ser utilizada por los visitantes. Ibrox es visto como un estadio intimidante para los hinchas visitantes. Rangers prohibió a los hinchas del Celtic asistir a los partidos en Ibrox en 1994, debido a los daños que había sufrido la sección Broomloan a manos de los visitantes en derbis anteriores. La prohibición se levantó después de un partido, después de que la Liga escocesa de fútbol pasara una resolución prohibiendo a los clubes de tomar ese tipo de acciones. Antes de que las esquinas se completasen, los hinchas visitantes eran acomodados en la parte inferior de la sección Broomloan. El Rangers tuvo que tomar acciones contra sus propios hinchas en 1996 para evitar que lanzaran objetos a los visitantes.

## Futuras renovaciones
Desde que las renovaciones y ampliaciones a Celtic Park y Hampden Park fueron completadas a finales de los años 1990, Ibrox ha sido el estadio con menor capacidad de los tres más importantes de Glasgow. Desde entonces, el Rangers ha buscado alternativas para ampliar la capacidad de Ibrox. Después de abrir el área del Bar 72 en 2006, el presidente ejecutivo, Martin Bain, dijo que podría repetir lo hecho en esa sección en la sección Copland. Un artículo en el Daily Record en abril de 2007 indicaba que el Rangers tenía planes para aumentar la capacidad del estadio a 57 000 espectadores, sobre todo removiendo las pantallas JumboTron y bajando el nivel de la cancha para poder instalar más asientos. También indicaba que los planes dependían de la financiación que se podría recibir si el club mejoraba sus resultados. En enero de 2008, el Rangers anunció que estaban estudiando tres opciones para volver a renovar Ibrox. Una de las propuestas hubiese resultado en una capacidad de 70 000 espectadores, al reemplazar tres de las secciones con una estructura de tazón. Sin embargo, estos planes fueron desechados en octubre de 2008 debido a la crisis financiera
Además de cambios al estadio en sí, Rangers también ha buscado desarrollar los terrenos alrededor de Ibrox. En sociedad con Las Vegas Sands Corporation, el club recibió permiso del Consejo de la Ciudad de Glasgow para elaborar los planes para el desarrollo de terrenos colindantes con Ibrox para la construcción de un super casino. El casino iba a estar acompañado por un complejo de descanso con el tema del equipo. El panel encargado de revisar las solicitudes en el Reino Unido, revisó ocho solicitudes de ciudades preseleccionadas (entre ellas Glasgow) y en 2007 entregó la primera licencia a Mánchester. No hay planes inmediatos de resucitar la propuesta de Ibrox, más aún cuando el primer ministro Gordon Brown desechó los planes para super casinos una vez asumió su puesto. Rangers recibió aprobación por parte del Consejo Municipal de Glasgow para comprar terrenos alrededor de Ibrox y renovar el área construyendo un hotel y centros comerciales. Sin embargo, este plan se encuentra parado ya que existen regulaciones que limitan que cosas pueden ser construidas en el área.

## Otros usos
Ibrox ha sido el estadio local de la selección nacional de Escocia en 17 ocasiones, siendo el tercer estadio más utilizado por la selección de Escocia. El primer Ibrox Park (1887-99) fue el escenario de tres partidos internacionales, llevando la cantidad de partidos jugados por Escocia en Ibrox a 20. El partido más reciente de la selección escocesa jugado en Ibrox tuvo lugar en octubre de 1999. Fue el escenario de varios partidos internacionales en los años 1990, en especial cuando Hampden estaba siendo renovado. Hampden Park fue renovado en dos fases. Ibrox fue el estadio donde Escocia jugó cuatro de sus partidos en esta primera fase, comenzando con un partido clasificactorio para el mundial de 1994 contra Portugal en octubre de 1992. Sin embargo, esta no fue una buena época para los hinchas escoceses, ya que el equipo no lograba clasificarse para la Copa del Mundo desde 1970. Aunque Ibrox llegaba a albergar más espectadores que Hampden, algunos hinchas resentían el hecho de que estaban ayudando al club más poderoso de Escocia. Los hinchas también se quejaron de que los precios de las entradas eran muy altos. Sin embargo, durante la segunda fase de la renovación, Escocia ganó un importante partido clasificatorio para el mundial de 1998 contra Suecia en Ibrox.
Durante estos periodos de renovación de Hampden, Ibrox también fue la sede de la final de la Copa Escocesa de 1997 y las finales de la Copa de la Liga en 1994 y 1997. Cuando Ibrox fue usado para la final de la Copa de la Liga Escocesa en 1994, su pista azul tuvo que ser pintada de rojo. Aparentemente, esto se debió a que el campeonato estaba patrocinado por Coca-Cola, y el color azul representaba a su archirrival Pepsi. Ibrox estaba en la lista de estadios aprobados por la UEFA para ser la ser la sede de cualquiera de las finales más importantes de torneos europeos en los años 1990, pero no llegó a ser seleccionado para la final de la Recopa de Europa de Fútbol porque se temía que no hubiera suficientes hoteles disponibles en Glasgow debido a una convención que se estaba realizando en la ciudad. Ibrox continúa teniendo la puntuación más alta de la UEFA, pero la Asociación Escocesa de Fútbol decidió poner a Hampden Park en consideración para finales europeas en los años 2000.
El rey Jorge V visitó Ibrox Park en 1917, para agradecer los esfuerzos hechos por los Rangers durante la Primera Guerra Mundial. Su hijo, el rey Jorge VI, inauguró la Exhibición Imperial de 1938 con un discurso en Ibrox. Este material fue usado por Colin Firth para su actuación en la película El discurso del rey. Ibrox ha sido utilizado para conciertos, incluyendo actuaciones de Frank Sinatra en 1990, Rod Stewart en 1995 y Elton John y Billy Joel en 1998. Ibrox fue sede del evento de rugby sevens en los Juegos de la Commonwealth de 2014.

## Transporte
Las estaciones de tren más importantes de Glasgow, Central y Queen Street, están, ambas, a aproximadamente dos millas de Ibrox. Las estaciones Ibrox y Cessnock del Metro de Glasgow están cercanas al estadio. First Glasgow también ofrece su servicio de buses, pasando por Paisley Road West. Ibrox se encuentra cerca de la ruta M8, con la salida 23 siendo la más cercana, pero los caminos alrededor de Ibrox se congestionan los días que hay partido.